# Психическая энергия (психоанализ)
Психическая энергия — термин, предложенный З. Фрейдом для описания специфики перемещения внимания, интереса и привязанности с одного объекта (или текущей деятельности) на другой. В определении Мура — Файна соответствует «гипотетически существующей и <…> количественно измеримой энергии, лежащей в основе всякой активности психического аппарата и <…> всех психических проявлений». «Психическая энергия», по Ф. Тайсону и Р. Тайсону, в психоанализе понимается в похожем смысле, но не аналогично понятию «энергии» как физической величины.
Во фрейдистской трактовке термина, согласно Ч. Райкрофту, перемещения [внимания, интереса, привязанности] объясняются положением, согласно которому некоторые количества энергии являются вложенными в психические представления (постоянные, в определённой мере, образы нечто, ранее уже воспринимавшегося или же сам процесс создания таких образов) объектов, и эти самые количества разнятся в подвижности. В соответствии с концепцией «психической энергии», основные функции последней делятся на две группы: мотивационную и инструментальную. Первая выражается посредством разрядки (когда накопление энергии достигает предельно допустимого значения), инструментальная же функция служит для формирования или выполнения разнообразных функций: к примеру, «содействия переходу бессознательных мыслей и идей в сознание».
Концепция психической энергии является одной из важнейших для фрейдистской метапсихологии (для экономического и динамического её подходов), но при этом, однако, с течением времени она [концепция] выявила множество недочётов и снискала серьёзную и даже ожесточённую критику со стороны научного сообщества — в частности, ряд известных аналитиков даже требовали полного отказа от идеи существования «психической энергии», чего, в понимании Мура и Файна, в полной мере всё же так и не произошло.